# Université Cadi Ayyad
Pour les articles homonymes, voir Cadi (homonymie).
L'université Cadi Ayyad de Marrakech est une université publique marocaine fédérant les établissements d'enseignement supérieur de Marrakech, El Kelaâ des Sraghna, Essaouira et Safi. Elle est classée par le Times Higher Education parmi les 100 meilleures universités au monde ayant moins de 50 ans d'existence. 
Elle est classée par le U.S. News & World Report au 23e rang dans le classement régional 2016 des universités arabes.

## Historique
L'université Cadi Ayyad de Marrakech est créée en 1978.
Le nom de l'université a été donné en l'honneur du cadi Ayyad (1083-1149), cadi (juge) d'origine andalouse et un des sept saints de Marrakech.
En 2013, l'université est la première au Maroc à publier ses cours sur Internet.

## Composition
L'université compte 12 établissements :
- faculté des sciences - Semlalia ;
- faculté des lettres et des sciences humaines ;
- faculté des sciences juridiques, économiques et sociales ;
- faculté des sciences et techniques ;
- faculté de médecine et de pharmacie de Marrakech ;
- École supérieure de technologie d'Essaouira ;
- École nationale des sciences appliquées de Safi ;
- faculté polydisciplinaire de Safi ;
- École nationale des sciences appliquées de Marrakech ;
- École nationale de commerce et de gestion de Marrakech ;
- École normale supérieure ;
- club de l'université Cadi Ayyad ;
- École nationale d'architecture (ENA) ;
- centre universitaire Kelâa des Sraghnas[4].

## Astronomie
Dans le cadre du projet Morocco Oukaimeden Sky Survey (MOSS), l'université Cadi Ayyad a découvert deux grandes comètes et un objet géocroiseur, ce qui a permis à l'université de gagner en prestige. Elle a nommé l'astéroïde (200020) 2007 NQ3 du nom de Cadi Ayyad. La première découverte a été la comète P/2011 W2 (Rinner), réalisée le 25 novembre 2011 en utilisant un télescope de 500 mm de l'Observatoire de l'Oukaïmeden. La deuxième comète, C/2012 CH17 (MOSS), a été découverte le 13 février 2011. Un astéroïde géocroiseur a été découvert durant la nuit du 15 au 16 novembre 2011 à l'aide d'un télescope du projet MOSS. Une troisième comète a été officiellement découverte en janvier 2013 et a été désignée P/2013 CE31 puis numérotée sous la désignation définitive 281P/MOSS.